# Буддизм в Узбекистане

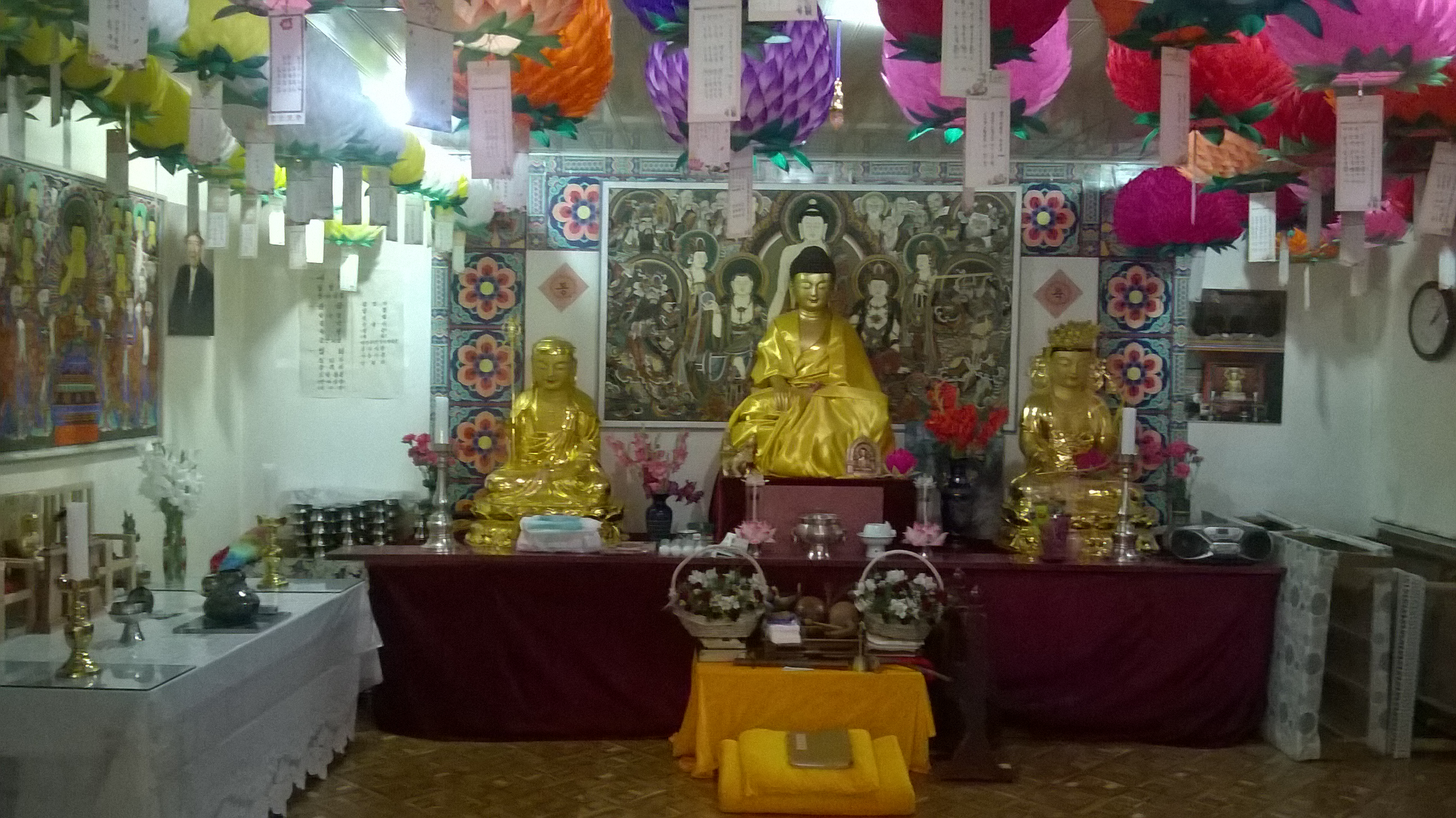
Буддистский храм в Ташкенте

Буддизм в Узбекистане — четвёртая по распространённости религия в стране (после ислама, христианства и иудаизма), которую исповедуют 0,2 % населения, большую часть которых составляют этнические корейцы. Официально в Узбекистане зарегистрирована одна буддийская конфессия, также имеется один буддистский храм в Ташкенте.

## История
При правителях Кушанского царства в широких масштабах проникает в Бактрию и Гандхару. По одной из легенд, записанных на языке пали, два торговца Тапассу и Бхаллика, братья из Бактрии, отправились в путь, чтобы встретиться с Буддой и стать его учениками. Позже они вернулись в Бактрию и построили храмы в честь Будды.
Популярность буддизма была связана с его пониманием как идеологии городского населения. Утвердившийся при Канишке греко-буддизм значительно упростил «путь к спасению», что способствовало его массовости.
После нашествия эфталитов, а также во время исламской экспансии буддизм теряет роль повсеместной и популярной на территории нынешнего Узбекистана религии, а к XIII в. в результате преследований иноверцев во время правления Хорезмшахов исчезает почти полностью.

### Современный буддизм
Во время состава Узбекистана в СССР права местных буддистов ущемлялись, вплоть до 1991 года, когда страна приобрела независимость. В Узбекистане с 2001 года открыт буддийский храм. Храм выполнен в традициях Дзэн, там находится статуя Будды и двух боддхисатв. В храме проводятся различные праздники корейского буддистского календаря, на которых собирается более ста человек.

## Памятники буддизма

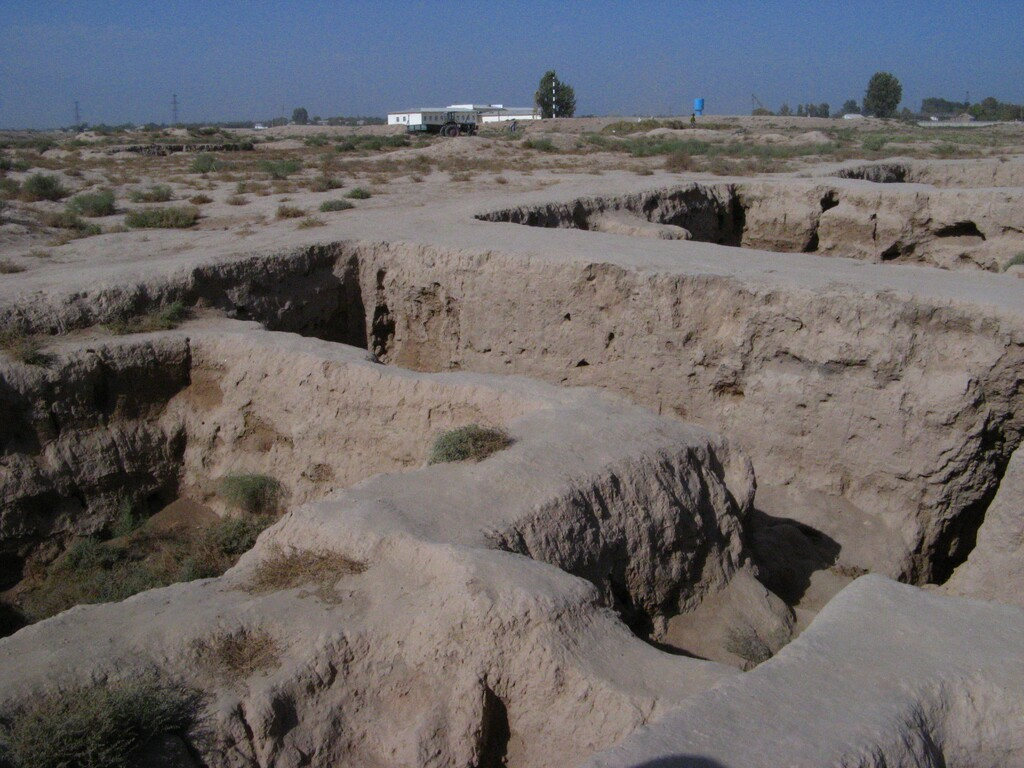
Дальверзин-Тепе

На территории современного Узбекистана находится около 20 буддийских памятников. Часть из них — около Термеза в Кара-тепе, Фаяз-тепе и Дальверзин-Тепе. В Зурмале были найдены руины ступы, а в Балалык-тепе — стена с муралами. Остальные монастыри были обнаружены в Еркургане и в Ферганской долине.

### Пещерный монастырь Кара-тепе
Кара-тепе — холм возле Термеза, на берегу Амударьи (пограничная зона Узбекистана с Афганистаном), на котором располагается древний буддийский монастырский комплекс эпохи Кушанского царства — один из важнейших памятников среднеазиатского буддизма.

### Буддийский монастырь Фаязтепа
Фаязтепа — буддийский храмовый комплекс в Термезе, относящийся к I—III векам до нашей эры.

### Буддийская ступа Зурмала
Буддийская ступа Зурмала — первая буддийская постройка, открытая в Средней Азии, культовое буддийское сооружение близ Старого Термеза эпохи кушанов, один из древнейших буддийских символов, восходящих к курганам. Сооружение имеет форму башни, выложенной из сырцового квадратного кирпича, грани которого приблизительно равны 33 сантиметрам. Форма ступы символизирует паринирвану. Основой башни является ориентированная по четырём сторонам света платформа.